# Nati nel 1815

## Gennaio(24)
- 1º gennaio - Henry Lazarus, clarinettista britannico († 1895)
- 1º gennaio - Charles Renouvier, filosofo francese († 1903)
- 3 gennaio - Cesare Correnti, funzionario, patriota e politico italiano († 1888)
- 10 gennaio - John A. Macdonald, politico canadese († 1891)
- 10 gennaio - Luigi Montagnini, magistrato e politico italiano († 1882)
- 13 gennaio - Johann von Dumreicher, chirurgo austro-ungarico († 1880)
- 13 gennaio - Rosina Stoltz, compositrice e cantante francese († 1903)
- 14 gennaio - Eduard Petzold, architetto del paesaggio tedesco († 1891)
- 15 gennaio - Warren de la Rue, astronomo e chimico britannico († 1889)
- 15 gennaio - Bertha Wehnert-Beckmann, fotografa tedesca († 1901)
- 16 gennaio - Léon Athanase Gosselin, chirurgo francese († 1887)
- 16 gennaio - Henry Halleck, generale e avvocato statunitense († 1872)
- 18 gennaio - James Chestnut, politico e generale statunitense († 1885)
- 18 gennaio - Alphonse Pinard, banchiere francese († 1871)
- 18 gennaio - Konstantin von Tischendorf, teologo e filologo tedesco († 1874)
- 20 gennaio - Jérôme Galloni d'Istria, politico francese († 1890)
- 20 gennaio - Tito Orsini, politico e avvocato italiano († 1896)
- 21 gennaio - Aleksandr Ivanovič Terebenëv, scultore russo († 1859)
- 21 gennaio - Horace Wells, dentista statunitense († 1848)
- 23 gennaio - Henriette Nielsen, scrittrice e drammaturga danese († 1900)
- 26 gennaio - Arthur MacArthur, politico, avvocato e giudice statunitense († 1896)
- 29 gennaio - Justin Paulinier, arcivescovo cattolico francese († 1881)
- 31 gennaio - Victoire Brielle, religiosa francese († 1847)
- 31 gennaio - Pedro Diez Canseco, politico peruviano († 1893)

## Febbraio(38)
- 1º febbraio - Paul Cabet, scultore francese († 1876)
- 1º febbraio - Antonio Michela Zucco, inventore italiano († 1886)
- 2 febbraio - Émile Boeswillwald, architetto francese († 1896)
- 4 febbraio - Josip Juraj Strossmayer, vescovo cattolico croato († 1905)
- 7 febbraio - Francesco Finocchietti, politico italiano († 1899)
- 7 febbraio - Simplicio Pappalettere, abate italiano († 1883)
- 7 febbraio - Gregorio Sella, politico italiano († 1862)
- 8 febbraio - Auguste Lacaussade, poeta francese († 1897)
- 8 febbraio - Giuseppe Pasolini, nobile e politico italiano († 1876)
- 9 febbraio - Raffaele Cadorna, generale e politico italiano († 1897)
- 9 febbraio - Domenico Jannetti, architetto e ingegnere italiano († 1889)
- 9 febbraio - Federico de Madrazo, pittore spagnolo († 1894)
- 10 febbraio - Constantin Bosianu, politico e giurista rumeno († 1882)
- 10 febbraio - Luigi Corsi, avvocato e politico italiano († 1897)
- 11 febbraio - Leopoldo Dorucci, politico e religioso italiano († 1888)
- 11 febbraio - Harriet Jacobs, scrittrice statunitense († 1897)
- 12 febbraio - Edward Forbes, naturalista mannese († 1854)
- 12 febbraio - Hermann Goedsche, scrittore e agente segreto tedesco († 1878)
- 15 febbraio - Eugène-Louis Lequesne, scultore francese († 1877)
- 15 febbraio - Germain Sommeiller, ingegnere italiano († 1871)
- 16 febbraio - Edward Lloyd, editore, imprenditore e inventore britannico († 1890)
- 16 febbraio - Giuseppe Piroli, politico italiano († 1890)
- 17 febbraio - Giuseppe Finzi, patriota e politico italiano († 1886)
- 18 febbraio - Federico Comandini, patriota italiano († 1893)
- 19 febbraio - Angelo Marescotti, economista e politico italiano († 1892)
- 20 febbraio - Louis Le Chatelier, ingegnere francese († 1873)
- 21 febbraio - Ernest Meissonier, pittore francese († 1891)
- 22 febbraio - Bartolommeo Capasso, storico e archivista italiano († 1900)
- 23 febbraio - Franz Antoine, botanico austriaco († 1886)
- 24 febbraio - Giuseppe Grassi de Joannon, compositore italiano († 1885)
- 25 febbraio - Antonio De Martino, medico e politico italiano († 1904)
- 26 febbraio - Giovanni Aldega, compositore italiano († 1862)
- 26 febbraio - Christian Bartholmèss, scrittore, filosofo e critico letterario francese († 1856)
- 27 febbraio - Giovanni Battista Fauché, patriota italiano († 1884)
- 27 febbraio - Franz Pfeiffer, filologo svizzero († 1868)
- 28 febbraio - Vincenzo Capecelatro, compositore italiano († 1874)
- 28 febbraio - Andreas Gottschalk, rivoluzionario e medico tedesco († 1849)
- 28 febbraio - Adolfo di Bérenger, agronomo italiano († 1895)

## Marzo(29)
- 1º marzo - Gaetano Ciniselli, circense italiano († 1881)
- 1º marzo - Benjamin Conley, politico statunitense († 1886)
- 1º marzo - William Wilde, chirurgo e oculista irlandese († 1876)
- 2 marzo - Antonio Buzzolla, compositore, direttore di coro e direttore d'orchestra italiano († 1871)
- 2 marzo - Charles Loiseau-Pinson, imprenditore francese († 1876)
- 3 marzo - Paul-Gustave Froment, inventore francese († 1865)
- 4 marzo - Mychajlo Verbyc'kyj, compositore e presbitero ucraino († 1870)
- 5 marzo - Eugenio Fasciotti, prefetto, diplomatico e politico italiano († 1898)
- 5 marzo - Mehmed Alì Pascià, politico ottomano († 1871)
- 8 marzo - Jean Alard, violinista francese († 1888)
- 10 marzo - Carlo Massarenti, chirurgo e ginecologo italiano († 1907)
- 12 marzo - Robert Marcellus Stewart, politico statunitense († 1871)
- 12 marzo - Louis-Jules Trochu, generale e politico francese († 1896)
- 13 marzo - James Curtis Hepburn, missionario statunitense († 1911)
- 14 marzo - Josephine Lang, pianista, cantante e compositrice tedesca († 1880)
- 16 marzo - Maria Domenica Lazzeri, mistica italiana († 1848)
- 17 marzo - Ctiboh Zoch, pastore protestante, poeta e filosofo slovacco († 1865)
- 18 marzo - Lorenzo Gastaldi, arcivescovo cattolico italiano († 1883)
- 21 marzo - Giacomo Arditi, storico italiano († 1891)
- 22 marzo - Franz Folliot de Crenneville, generale austriaco († 1888)
- 23 marzo - Lodovico Frapolli, politico, generale e patriota italiano († 1878)
- 24 marzo - Bedřich Bloudek, militare ceco († 1875)
- 24 marzo - Sophie Löwe, soprano tedesco († 1866)
- 24 marzo - Maria Rosa Molas y Vallvé, religiosa spagnola († 1876)
- 24 marzo - Ruggero Pascoli, italiano († 1867)
- 28 marzo - Arsène Houssaye, scrittore, poeta e letterato francese († 1896)
- 29 marzo - Henry Bartle Frere, politico britannico († 1884)
- 29 marzo - Henri Justamant, ballerino e coreografo francese († 1890)
- 29 marzo - Nicola D'Apolito, chirurgo e scienziato italiano († 1862)

## Aprile(42)
- 1º aprile - Otto von Bismarck, politico tedesco († 1898)
- 1º aprile - Edward Clark, politico statunitense († 1880)
- 1º aprile - Alexandre Thomas Francia, pittore francese († 1884)
- 2 aprile - Charles-Marie-Esprit Espinasse, generale e politico francese († 1859)
- 3 aprile - Francesco Daverio, patriota italiano († 1849)
- 3 aprile - Henri Félix Emmanuel Philippoteaux, pittore francese († 1884)
- 3 aprile - Clotilde de Vaux, scrittrice e poetessa francese († 1846)
- 6 aprile - George Percy Badger, missionario britannico († 1888)
- 6 aprile - Robert Volkmann, compositore tedesco († 1883)
- 8 aprile - Andrew Graham, astronomo irlandese († 1908)
- 8 aprile - Edmond Schérer, critico letterario, teologo e politico francese († 1899)
- 9 aprile - Alphonse Beau de Rochas, inventore e ingegnere francese († 1893)
- 9 aprile - Louis de Mas Latrie, medievista, diplomatista e paleografo francese († 1897)
- 11 aprile - Clara Fey, religiosa tedesca († 1894)
- 11 aprile - Domenico Spanò Bolani, politico italiano († 1890)
- 13 aprile - Felix Esquirou de Parieu, giurista francese († 1893)
- 14 aprile - Rudolf von Raumer, filologo e linguista tedesco († 1876)
- 15 aprile - Tiberio Berardi, politico italiano († 1890)
- 16 aprile - Henry Bruce, I barone Aberdare, politico inglese († 1895)
- 17 aprile - August Schenk, botanico austriaco († 1891)
- 17 aprile - Sisto Vinciguerra, giurista e patriota italiano († 1871)
- 17 aprile - Teresa di Nassau-Weilburg, principessa belga († 1871)
- 18 aprile - Francesco Balbi Senarega, politico italiano († 1881)
- 20 aprile - Jørgen Matthias Christian Schiødte, zoologo, entomologo e aracnologo danese († 1884)
- 20 aprile - Gregorio Ugdulena, presbitero, orientalista e politico italiano († 1872)
- 21 aprile - Federigo De Larderel, politico italiano († 1876)
- 21 aprile - Pietro Fanfani, scrittore, filologo e funzionario italiano († 1879)
- 21 aprile - Louise Rasmussen, ballerina e attrice teatrale danese († 1874)
- 22 aprile - Teodoro Bonanni d'Ocre, nobile e politico italiano († 1894)
- 22 aprile - Girolamo Magnani, decoratore e scenografo italiano († 1889)
- 22 aprile - Wilhelm Peters, zoologo, esploratore e medico tedesco († 1883)
- 23 aprile - Ludovic Lalanne, bibliotecario, bibliografo e paleografo francese († 1898)
- 23 aprile - Auguste Vallet de Viriville, archivista e storico francese († 1868)
- 24 aprile - Anthony Trollope, scrittore inglese († 1882)
- 27 aprile - Alexandre Martin, politico francese († 1895)
- 27 aprile - Pietro Giocondo Salvaj, vescovo cattolico italiano († 1897)
- 27 aprile - Federico Torre, militare, politico e lessicografo italiano († 1892)
- 28 aprile - Karl von Blaas, pittore austriaco († 1894)
- 29 aprile - Alessandro Antoldi, musicista italiano († 1897)
- 29 aprile - Sereno Omar, politico italiano († 1878)
- 30 aprile - Amalia di Hohenzollern-Sigmaringen, nobile tedesca († 1841)
- 30 aprile - Armand Marie de Roquefeuille, militare francese († 1859)

## Maggio(26)
- 1º maggio - Girolamo Costantini, politico italiano († 1880)
- 2 maggio - David S. Walker, politico, avvocato e giudice statunitense († 1891)
- 3 maggio - Joseph Hoch, avvocato e filantropo tedesco († 1874)
- 4 maggio - Franz Adam, pittore tedesco († 1886)
- 4 maggio - Delina Filkins, supercentenaria statunitense († 1928)
- 6 maggio - Eugène Labiche, drammaturgo francese († 1888)
- 7 maggio - Marco Mortara, rabbino e insegnante italiano († 1894)
- 8 maggio - Caroline von Holnstein, nobildonna tedesca († 1859)
- 9 maggio - Louis Delâtre, poeta e traduttore francese († 1893)
- 10 maggio - Niccolò Ferracciu, avvocato e politico italiano († 1892)
- 11 maggio - George Leveson-Gower, II conte di Granville, politico britannico († 1891)
- 14 maggio - Domenico Induno, pittore italiano († 1878)
- 16 maggio - Charles Manners, VI duca di Rutland, politico britannico († 1888)
- 17 maggio - Rudolf Bollier, giudice, politico e mercante svizzero († 1855)
- 18 maggio - James B. Francis, ingegnere inglese († 1892)
- 19 maggio - Catherine Dickens, scrittrice inglese († 1879)
- 20 maggio - Juan Andrés Gelly y Obes, generale argentino († 1904)
- 20 maggio - Barthélemy Menn, pittore svizzero († 1893)
- 20 maggio - Raymond Adolphe Séré de Rivières, generale e ingegnere francese († 1895)
- 22 maggio - Ernst Erhard Schmid, paleontologo tedesco († 1885)
- 24 maggio - Robustiano Morosoli, avvocato e politico italiano († 1904)
- 25 maggio - Giovanni Caselli, abate e inventore italiano († 1891)
- 25 maggio - Johann Georg Euler, imprenditore, politico e mecenate svizzero († 1894)
- 25 maggio - Costanzo Ferrari, scrittore, giornalista e saggista italiano († 1868)
- 25 maggio - Bruno von Montluisant, generale austriaco († 1898)
- 29 maggio - Leopold Ritter von Dittel, chirurgo austriaco († 1898)

## Giugno(23)
- 1º giugno - Philip Kearny, generale statunitense († 1862)
- 1º giugno - Ottone di Grecia, principe tedesco († 1867)
- 3 giugno - Hippolyte Pissard, politico francese († 1898)
- 8 giugno - Samuel Hirsch, rabbino prussiano († 1889)
- 9 giugno - Alessandro Di Monale, magistrato e politico italiano († 1882)
- 9 giugno - Giuseppe Natoli, politico e patriota italiano († 1867)
- 10 giugno - Paolo Ballada di Saint Robert, militare, alpinista e entomologo italiano († 1888)
- 10 giugno - James Warren Nye, politico statunitense († 1876)
- 11 giugno - Julia Margaret Cameron, fotografa inglese († 1879)
- 13 giugno - Ferdinando Palasciano, chirurgo e politico italiano († 1891)
- 14 giugno - Jean-Baptiste Bréhéret, missionario francese († 1898)
- 14 giugno - Gregorio Caccia, magistrato e politico italiano († 1896)
- 15 giugno - Daniel Murphy, arcivescovo cattolico irlandese († 1907)
- 16 giugno - Julius Schrader, pittore tedesco († 1900)
- 18 giugno - Elisabetta di Prussia, principessa tedesca († 1885)
- 19 giugno - Cornelius Krieghoff, pittore olandese († 1872)
- 21 giugno - Luigi Scrosati, pittore e decoratore italiano († 1869)
- 22 giugno - Girolamo Cantelli, patriota e politico italiano († 1884)
- 25 giugno - Anna Grassetti, infermiera, patriota e politica italiana († 1896)
- 27 giugno - Eugène Petitville, pittore e disegnatore francese († 1868)
- 28 giugno - Cesare Asti, attore teatrale italiano († 1897)
- 29 giugno - Emilia Luti, insegnante italiana († 1882)
- 29 giugno - Ambrose St. John, presbitero inglese († 1875)

## Luglio(26)
- 5 luglio - Pietro Maria Ferrè, vescovo cattolico italiano († 1886)
- 6 luglio - Lodovico Bellenghi, pittore, disegnatore e ceramista italiano († 1891)
- 8 luglio - Settimio Battaglia, compositore, organista e direttore d'orchestra italiano († 1891)
- 10 luglio - Francesco Baldisserotto, patriota italiano († 1881)
- 12 luglio - Phiz, illustratore britannico († 1882)
- 14 luglio - Moritz Hoernes, paleontologo austriaco († 1868)
- 15 luglio - Jean-Achille Benouville, pittore francese († 1891)
- 15 luglio - Enrique Gil y Carrasco, scrittore spagnolo († 1846)
- 18 luglio - Filippo Maria Guidi, cardinale e arcivescovo cattolico italiano († 1879)
- 18 luglio - Ludvig Holstein-Holsteinborg, politico danese († 1892)
- 20 luglio - Giuseppe La Farina, patriota, saggista e politico italiano († 1863)
- 22 luglio - Ernest Goüin, ingegnere e imprenditore francese († 1885)
- 22 luglio - Agostino Nardella, brigante italiano († 1861)
- 22 luglio - Olimpia Rossi Savio, scrittrice e nobile italiana († 1889)
- 23 luglio - Giuseppe Biancheri, politico italiano († 1878)
- 23 luglio - André Charles Victor Reille, generale francese († 1887)
- 24 luglio - Arnaud Michel d'Abbadie, esploratore francese († 1893)
- 24 luglio - Vincenzo Leone Sallua, arcivescovo cattolico italiano († 1896)
- 26 luglio - Robert Remak, medico tedesco († 1865)
- 29 luglio - Angelo Bassini, patriota italiano († 1889)
- 29 luglio - Federico Craveri, naturalista e chimico italiano († 1890)
- 30 luglio - Karel Javůrek, pittore ceco († 1909)
- 30 luglio - Herman Severin Løvenskiold, compositore norvegese († 1870)
- 30 luglio - Alessandro Nunziante, generale e politico italiano († 1881)
- 30 luglio - Wilhelm Ramming von Riedkirchen, militare austriaco († 1876)
- 30 luglio - Valerio Trocchi, politico e magistrato italiano († 1893)

## Agosto(29)
- 1º agosto - Richard Henry Dana Jr., scrittore e navigatore statunitense († 1882)
- 1º agosto - Honoré Jacquinot, chirurgo e zoologo francese († 1887)
- 2 agosto - Adolf Friedrich von Schack, scrittore e poeta tedesco († 1894)
- 3 agosto - Henry Augustus Loveday, religioso e compositore di scacchi britannico († 1848)
- 4 agosto - Giovanni Battista Tuveri, filosofo, scrittore e politico italiano († 1887)
- 4 agosto - Carl Reinhold August Wunderlich, medico e psichiatra tedesco († 1877)
- 5 agosto - Edward John Eyre, esploratore britannico († 1901)
- 5 agosto - Luigi Frati, bibliotecario italiano († 1902)
- 5 agosto - Hermann Köchly, filologo classico tedesco († 1876)
- 11 agosto - Gottfried Kinkel, poeta, storico e rivoluzionario tedesco († 1882)
- 12 agosto - Gaetano Brinciotti, arcivescovo cattolico italiano († 1868)
- 12 agosto - Dominique Papety, pittore francese († 1849)
- 13 agosto - William Brett, I visconte Esher, avvocato e politico inglese († 1899)
- 13 agosto - Eduard August von Regel, botanico tedesco († 1892)
- 14 agosto - Charles Victor Naudin, botanico francese († 1899)
- 15 agosto - Georgios Averof, imprenditore e filantropo greco († 1899)
- 15 agosto - Mario Di Stefano, architetto e ingegnere italiano († 1890)
- 15 agosto - Frédéric de Falloux du Coudray, cardinale francese († 1884)
- 15 agosto - Alexander Keyserling, geologo, paleontologo e botanico tedesco († 1891)
- 16 agosto - Giovanni Bosco, presbitero, pedagogo e educatore italiano († 1888)
- 16 agosto - Céline Céleste, attrice teatrale e ballerina francese († 1882)
- 17 agosto - Carlo Barbiano di Belgiojoso, scrittore, pittore e politico italiano († 1881)
- 18 agosto - Otto Karl Berg, botanico e farmacista tedesco († 1866)
- 18 agosto - Alexander von Middendorf, zoologo e esploratore russo († 1894)
- 21 agosto - Emanuele Luserna di Rorà, politico italiano († 1873)
- 24 agosto - Carlo A-Valle, scrittore e storico italiano († 1873)
- 26 agosto - Jean-Bernard Jauréguiberry, militare e politico francese († 1887)
- 28 agosto - Ferdinando Petruccelli della Gattina, giornalista, scrittore e patriota italiano († 1890)
- 29 agosto - Luigi Formento, architetto italiano († 1882)

## Settembre(25)
- 1º settembre - Wilhelm Steuerwaldt, pittore tedesco († 1871)
- 3 settembre - Raffaele Mirate, tenore italiano († 1895)
- 4 settembre - Gioacchino Boyl, ammiraglio e politico italiano († 1892)
- 4 settembre - John Ogilvy-Grant, VII conte di Seafield, nobile scozzese († 1881)
- 4 settembre - Andreas Ignatius Schaepman, arcivescovo cattolico olandese († 1882)
- 5 settembre - Gaetano Cantoni, agronomo e politico italiano († 1887)
- 7 settembre - Howell Cobb, politico e generale statunitense († 1868)
- 7 settembre - John McDouall Stuart, esploratore britannico († 1866)
- 8 settembre - Margherita Bays, beata svizzera († 1879)
- 8 settembre - Alexander Ramsey, politico statunitense († 1903)
- 8 settembre - Giuseppina Strepponi, soprano italiano († 1897)
- 10 settembre - Giulio Cesare Fangarezzi, avvocato, giornalista e scrittore italiano († 1871)
- 12 settembre - Louis René Tulasne, botanico francese († 1885)
- 17 settembre - Arthur Saint-Léon, ballerino e coreografo francese († 1870)
- 18 settembre - Jacob Pleydell-Bouverie, IV conte di Radnor, nobile inglese († 1889)
- 19 settembre - Giovanni Battista Gigliucci, politico italiano († 1893)
- 21 settembre - Paul von Bilguer, scacchista tedesco († 1840)
- 22 settembre - Giuseppe D'Annibale, cardinale italiano († 1892)
- 24 settembre - Angelo Masina, militare e patriota italiano († 1849)
- 25 settembre - Cesare Giulini della Porta, funzionario e politico italiano († 1862)
- 25 settembre - Giuseppe Lyons, politico italiano († 1853)
- 26 settembre - Louis-Edouard-François-Desiré Pie, cardinale e vescovo cattolico francese († 1880)
- 26 settembre - Placida Viel, religiosa francese († 1877)
- 29 settembre - Andreas Achenbach, pittore tedesco († 1910)
- 30 settembre - Vladimir Dmitrievič Golicyn, ufficiale russo († 1888)

## Ottobre(25)
- 2 ottobre - Augusto Nomis di Cossilla, prefetto e politico italiano († 1881)
- 5 ottobre - Josep Maria Bocabella, filantropo spagnolo († 1892)
- 7 ottobre - Carl Conrad Theodor Litzmann, ginecologo tedesco († 1890)
- 9 ottobre - Joseph Girard, politico, avvocato e giudice svizzero († 1890)
- 11 ottobre - Pietro Napoleone Bonaparte, principe francese († 1881)
- 12 ottobre - William Joseph Hardee, generale statunitense († 1873)
- 14 ottobre - Carl Wedl, patologo austriaco († 1891)
- 15 ottobre - Michele Bertolami, poeta, politico e avvocato italiano († 1872)
- 16 ottobre - Francis Lubbock, politico statunitense († 1905)
- 17 ottobre - Emanuel Geibel, poeta tedesco († 1884)
- 19 ottobre - Girolamo d'Adda, nobile, politico e letterato italiano († 1881)
- 20 ottobre - Maurice Carey Blake, politico statunitense († 1897)
- 23 ottobre - Alessandro Friggeri, militare italiano († 1880)
- 25 ottobre - Camillo Sivori, violinista e compositore italiano († 1894)
- 26 ottobre - Alessandro Della Rovere, politico e generale italiano († 1864)
- 27 ottobre - Encarnación Rosal, religiosa guatemalteca († 1886)
- 27 ottobre - Niels Ludvig Westergaard, orientalista danese († 1878)
- 28 ottobre - Wolfango Pietro Parolari, architetto e ingegnere italiano († 1904)
- 28 ottobre - Louis Pothuau, politico e ammiraglio francese († 1882)
- 28 ottobre - Ľudovít Štúr, linguista, poeta e giornalista slovacco († 1856)
- 29 ottobre - William Cavendish, II barone Chesham, politico inglese († 1882)
- 30 ottobre - Luigi Greco Cassia, politico italiano († 1890)
- 31 ottobre - Andrew Jackson Downing, architetto del paesaggio e scrittore statunitense († 1852)
- 31 ottobre - Luigi Pizzardi, politico italiano († 1871)
- 31 ottobre - Karl Weierstrass, matematico tedesco († 1897)

## Novembre(22)
- 1º novembre - Carlo Arduini, patriota e storico italiano († 1881)
- 1º novembre - Baldassarre Galli della Mantica, ammiraglio italiano († 1870)
- 1º novembre - Crawford Long, medico e farmacista statunitense († 1878)
- 2 novembre - George Boole, matematico e logico inglese († 1864)
- 3 novembre - Antonio Smirich, politico dalmata
- 7 novembre - Henry Fitzalan-Howard, XIV duca di Norfolk, nobile e politico inglese († 1860)
- 10 novembre - Angelo Ferri, politico italiano († 1874)
- 12 novembre - Elizabeth Cady Stanton, attivista statunitense († 1902)
- 14 novembre - Vincenzo Moretti, cardinale e arcivescovo cattolico italiano († 1881)
- 15 novembre - Camillo Boldoni, patriota e ufficiale italiano († 1898)
- 15 novembre - Gaetano Caporale, storico italiano († 1899)
- 15 novembre - Daniel McGettigan, arcivescovo cattolico irlandese († 1887)
- 15 novembre - Coriolano Monti, ingegnere e politico italiano († 1880)
- 16 novembre - George Charles Wallich, medico e biologo britannico († 1899)
- 17 novembre - Eliza Farnham, scrittrice e attivista statunitense († 1864)
- 18 novembre - Lorenz von Stein, sociologo, giurista e economista tedesco († 1890)
- 20 novembre - Alfred Dalton, generale francese († 1866)
- 20 novembre - Franz von John, generale e politico austriaco († 1876)
- 21 novembre - Josep Oriol Mestres, architetto spagnolo († 1895)
- 23 novembre - William Dennison, politico statunitense († 1882)
- 28 novembre - Andrea Adolfo Campana, militare italiano († 1871)
- 29 novembre - Ii Naosuke, militare giapponese († 1860)

## Dicembre(25)
- 1º dicembre - Giovanni Gallucci, pittore italiano († 1885)
- 3 dicembre - François Eugène Sanglé-Ferrière, generale francese († 1879)
- 4 dicembre - August Wilhelm Zumpt, filologo classico e epigrafista tedesco († 1877)
- 5 dicembre - Edward Henry Corbould, pittore britannico († 1905)
- 6 dicembre - Carlo Bossoli, pittore e scenografo svizzero († 1884)
- 6 dicembre - Mauro Conconi, pittore italiano († 1860)
- 8 dicembre - Adolph von Menzel, pittore tedesco († 1905)
- 9 dicembre - Severino Grattoni, architetto, ingegnere e politico italiano († 1876)
- 10 dicembre - Ada Lovelace, nobildonna e matematica britannica († 1852)
- 11 dicembre - Tito Menichetti, politico italiano († 1889)
- 12 dicembre - Pietro Giovanni Delprato, veterinario, patologo e igienista italiano († 1880)
- 13 dicembre - Johann Gottfried Steffan, pittore svizzero († 1906)
- 21 dicembre - Thomas Couture, pittore francese († 1879)
- 22 dicembre - Johann Jakob Bachofen, giurista, storico e antropologo svizzero († 1887)
- 22 dicembre - Lucien Petipa, danzatore francese († 1898)
- 22 dicembre - Marmaduke Wyvill, politico e scacchista inglese († 1896)
- 23 dicembre - Ildefons Cerdà i Sunyer, urbanista e ingegnere spagnolo († 1876)
- 23 dicembre - Émile Félix Fleury, generale, politico e diplomatico francese († 1884)
- 23 dicembre - Henry Highland Garnet, oratore statunitense († 1882)
- 23 dicembre - Rosina Muzio Salvo, scrittrice italiana († 1866)
- 24 dicembre - Stefano Cusani, filosofo italiano († 1846)
- 24 dicembre - Diego Orlando, storico e giurista italiano († 1879)
- 25 dicembre - Antonio Santelmo, patriota italiano († 1881)
- 25 dicembre - Temistocle Solera, librettista, compositore e poeta italiano († 1878)
- 31 dicembre - George G. Meade, generale statunitense († 1872)

## Senza giorno specificato(52)
- John Absolon, pittore inglese († 1895)
- Giambattista Ajello, filosofo italiano († 1860)
- Giovanni Ansaldo, imprenditore, ingegnere e architetto italiano († 1859)
- Francisque Arban, pioniere dell'aviazione francese († 1849)
- Stanislao Antonio Bonamici, editore italiano († 1880)
- Giuseppe Botero, educatore e scrittore italiano († 1885)
- Henry Box Brown, attivista e illusionista statunitense († 1897)
- Bernhard Ernst von Bülow, diplomatico tedesco († 1879)
- Seru Epenisa Cakobau, sovrano figiano († 1883)
- Giorgio Clerici, patriota, militare e nobile italiano († 1877)
- Caroline Crachami, italiana († 1824)
- Francesco Del Giudice, ingegnere italiano († 1880)
- Isidoro Del Re, politico italiano († 1875)
- Giuseppe Di Bartolo, architetto italiano († 1865)
- Beda Dudík, storico ceco († 1890)
- John Barraclough Fell, ingegnere britannico († 1902)
- Uranio Fontana, compositore italiano († 1881)
- Fu'ad Pascià, politico ottomano († 1869)
- Luigi Gaiter, letterato italiano († 1895)
- Yaakov Gesundheit, rabbino polacco († 1878)
- Carlo Giarelli, politico italiano († 1855)
- Spiridione Gopcevich, armatore austriaco († 1861)
- Louis Pierre Gratiolet, anatomista e zoologo francese († 1865)
- Giuseppe Inzenga, botanico, agronomo e micologo italiano († 1887)
- Adelaide Kemble, cantante lirica e scrittrice inglese († 1879)
- Mohammad Afzal Khan, emiro afghano († 1867)
- Carlo Kunz, numismatico italiano († 1888)
- Manuel Lopez de Azcutia, giurista e scrittore spagnolo († 1887)
- Antonio Maestrelli, pallonista italiano († 1895)
- Marco Mastacchi, patriota italiano († 1895)
- Ang Mey, regina cambogiana († 1874)
- Athanasios Miaoulīs, politico greco († 1865)
- Riccardo Mitchell, letterato e patriota italiano († 1888)
- José María Montealegre, politico costaricano († 1887)
- Paolo Emilio Morgari, pittore italiano († 1882)
- Antonio Muzzi, pittore italiano († 1894)
- Giovanni Nistri, chirurgo italiano († 1884)
- Jemmy Button, nativo americano († 1864)
- Konstandinos Paparrigopulos, storico greco († 1891)
- Ignazio Adolfo Parodi, politico e ingegnere italiano († 1886)
- Paolo Restuccia, politico, patriota e rivoluzionario italiano († 1854)
- Isidoro Rossi, compositore italiano († 1884)
- Fanny Salvini Donatelli, soprano italiano († 1891)
- Heinrich Schlüter, astronomo tedesco († 1844)
- Teofane il Recluso, monaco cristiano russo († 1894)
- Elena Thovez, inglese († 1896)
- Ignazio Trombotto, politico italiano († 1867)
- Luigi Vicari, politico italiano († 1874)
- Giovanni Vincenti, patriota italiano († 1845)
- Wong Kay-ying, artista marziale cinese († 1886)
- Spiridon Zambelios, letterato, filologo e storico greco († 1881)
- Luigi Zuccoli, pittore italiano († 1876)